# J.R. Bremer
Ernest Lenell Bremer jr., detto J.R. (Cleveland, 19 settembre 1980), è un ex cestista e allenatore di pallacanestro statunitense naturalizzato bosniaco, professionista nella NBA e in Europa.

## Caratteristiche tecniche
Giocatore solido, è in grado di ricoprire sia il ruolo di playmaker che la posizione di guardia, è dotato di un ottimo tiro dalla media e dalla lunga distanza, ed ha anche ottime doti di leadership.

## Carriera
Uscito nel 2002 dalla St. Bonaventure University, non venne scelto da alcuna squadra nel corso del draft NBA.
Dopo il draft, i Boston Celtics lo tesserarono come free agent il 17 giugno; Bremer parte titolare in 41 incontri e gioca in media 23,5 minuti. Al termine dell'annata fu incluso ufficialmente dalla NBA nel secondo miglior quintetto di debuttanti.
L'anno successivo fece capolino nelle file dei Cleveland Cavaliers, poi a marzo passò ai Golden State Warriors e successivamente agli Charlotte Bobcats. Dopo una discreta annata in Spagna, all'Unicaja Málaga, è passato alla squadra italiana della Pallacanestro Biella: complici alcuni infortuni perse lo status di titolare durante la stagione, e le sue medie finali parlano di 7,6 punti realizzati nei 21,2 minuti a disposizione.
Nella stagione 2006-07 ha giocato con i greci del PAOK, poi è andato in Bosnia ed Erzegovina dove ha anche ottenuto il locale passaporto, mentre dal 2007 ha giocato in Russia.
Nel gennaio 2012 viene tesserato dall'Olimpia Milano, dove ritrova Sergio Scariolo già suo allenatore ai tempi di Malaga.
Nella stagione 2012-13 passa al Fenerbahçe Basketbol Erkek Takımı di Istanbul dove trova ad allenarlo Simone Pianigiani.
Il 18 dicembre 2012 torna all'Olimpia Milano, che ha appena messo fuori squadra Omar Cook.

## Statistiche

### College
| Anno      | Squadra            | PG  | PT | MP   | TC%  | 3P%  | TL%  | RP  | AP  | PRP | SP  | PP   |
| --------- | ------------------ | --- | -- | ---- | ---- | ---- | ---- | --- | --- | --- | --- | ---- |
| 1998-1999 | St. Bonav. Bonnies | 29  | 7  | 28,3 | 34,2 | 23,7 | 75,3 | 3,5 | 2,3 | 1,8 | 0,1 | 9,3  |
| 1999-2000 | St. Bonav. Bonnies | 23  | 0  | 24,7 | 43,4 | 37,5 | 61,2 | 3,0 | 2,1 | 1,2 | 0,0 | 9,7  |
| 2000-2001 | St. Bonav. Bonnies | 30  | 30 | 34,5 | 41,8 | 37,6 | 73,5 | 3,9 | 4,2 | 1,6 | 0,0 | 16,6 |
| 2001-2002 | St. Bonav. Bonnies | 30  | 30 | 38,0 | 41,3 | 33,1 | 80,3 | 4,7 | 3,1 | 1,9 | 0,1 | 24,6 |
| Carriera  | Carriera           | 112 | 67 | 31,8 | 40,3 | 33,3 | 75,2 | 3,8 | 3,0 | 1,7 | 0,0 | 15,5 |

### NBA

#### Regular Season
| Anno      | Squadra             | PG  | PT | MP   | TC%  | 3P%  | TL%  | RP  | AP  | PRP | SP  | PP  |
| --------- | ------------------- | --- | -- | ---- | ---- | ---- | ---- | --- | --- | --- | --- | --- |
| 2002-2003 | Boston Celtics      | 64  | 41 | 23,5 | 36,9 | 35,3 | 76,6 | 2,3 | 2,6 | 0,6 | 0,0 | 8,3 |
| 2003-2004 | Cleveland Cavaliers | 31  | 2  | 13,0 | 28,5 | 28,8 | 65,0 | 1,1 | 1,3 | 0,6 | 0,1 | 3,5 |
| 2003-2004 | G.S. Warriors       | 5   | 0  | 8,0  | 19,0 | 0,0  | -    | 0,6 | 2,4 | 0,0 | 0,0 | 1,6 |
| Carriera  | Carriera            | 100 | 43 | 19,5 | 34,4 | 33,3 | 74,8 | 1,8 | 2,2 | 0,6 | 0,1 | 6,5 |

#### Playoffs
| Anno     | Squadra        | PG | PT | MP   | TC%  | 3P%  | TL%  | RP  | AP  | PRP | SP  | PP  |
| -------- | -------------- | -- | -- | ---- | ---- | ---- | ---- | --- | --- | --- | --- | --- |
| 2003     | Boston Celtics | 10 | 0  | 14,7 | 28,6 | 25,0 | 87,5 | 1,5 | 1,2 | 0,3 | 0,0 | 4,7 |
| Carriera | Carriera       | 10 | 0  | 14,7 | 28,6 | 25,0 | 87,5 | 1,5 | 1,2 | 0,3 | 0,0 | 4,7 |

## Palmarès

### Squadra
- Copa del Rey: 1

Málaga: 2005

### Individuale
- NBA All-Rookie Team (2003)